# Кулики-сороки
Кулики-сороки (лат. Haematopus) — род птиц монотипического семейства Haematopodidae из отряда ржанкообразных (Charadriiformes). К куликам-сорокам относят 12 видов, в том числе один вымерший в XX веке. Это птицы, населяющие прибрежные регионы и питающиеся главным образом моллюсками, кольчатыми червями и насекомыми.

## Внешний вид

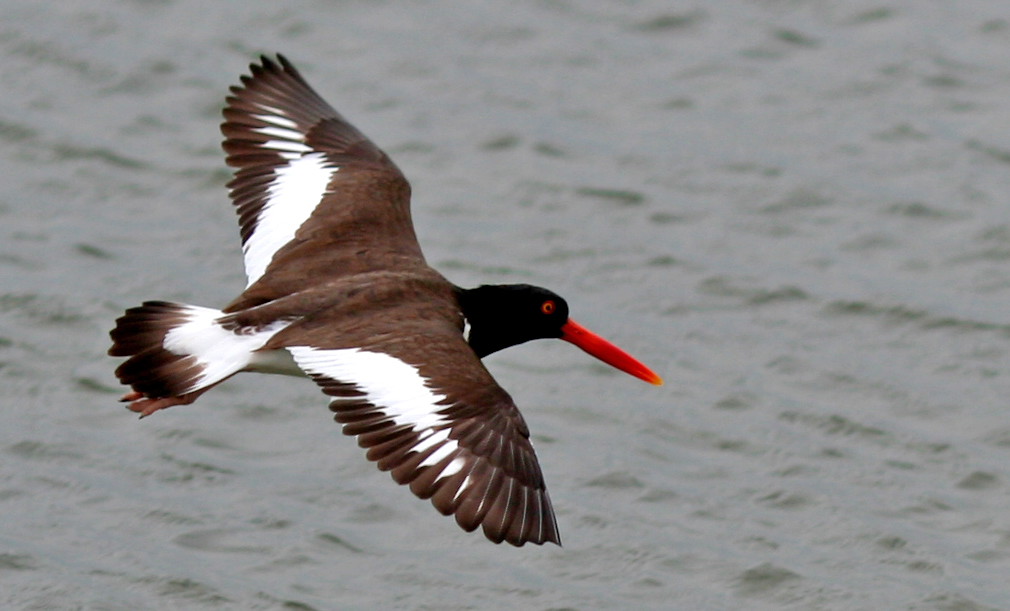
Американский кулик-сорока (H. palliatus)

Кулики-сороки — крупные коренастые птицы, бродящие по мелководью. У них примечательное оперение, окрашенное в чёрно-белый, чёрный или коричневатый цвет. Некоторые виды имеют белые обрамления на крыльях. У куликов-сорок нет полового диморфизма, у самцов и самок одинаковое оперение. Лапы и клюв у обоих полов красные, оранжевые или розовые. Клюв у всех видов сильный и длинный, приспособленный к тому, чтобы разбивать о камни мидий и разделывать раков. У некоторых видов имеются ярко-оранжевые круги вокруг глаз.

## Распространение
Кулики-сороки встречаются по всему миру на морском побережье и отсутствуют лишь в полярных регионах. В западной Палеарктике представлен, однако, только один вид — кулик-сорока (H. ostralegus). На восточных островах Канарского архипелага ранее гнездился эндемик, который с 1968 года считается вымершим.

## Виды

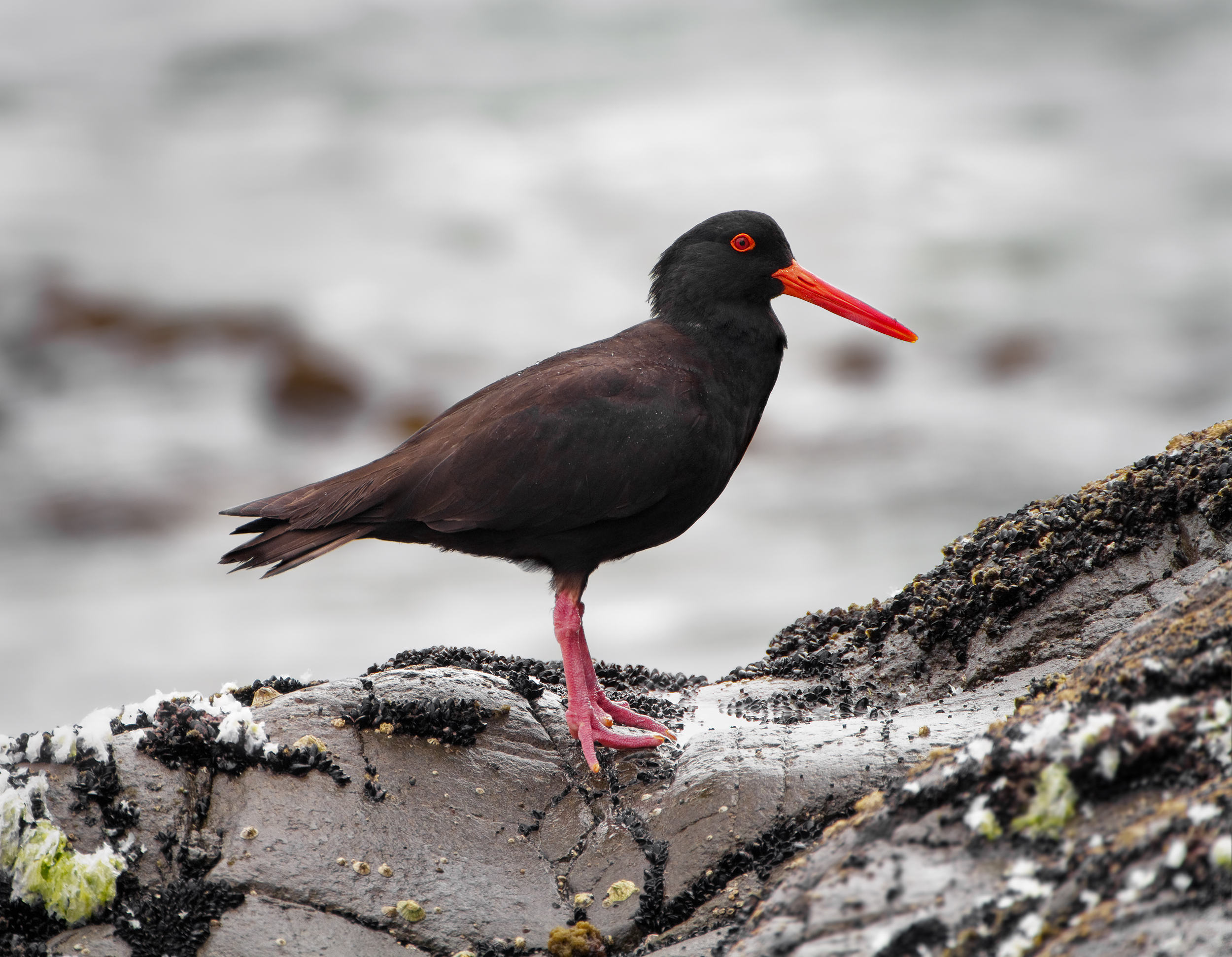
Австралийский кулик-сорока

Международный союз орнитологов относит к роду 12 видов:
- Haematopus leucopodus — Магелланов кулик-сорока
- Haematopus ater — Тёмный кулик-сорока
- Haematopus bachmani — Чёрный кулик-сорока
- Haematopus palliatus — Американский кулик-сорока
- † Haematopus meadewaldoi — Канарский чёрный кулик-сорока
- Haematopus moquini — Африканский чёрный кулик-сорока
- Haematopus ostralegus — Кулик-сорока
- Haematopus finschi — Новозеландский пегий кулик-сорока[3]
- Haematopus longirostris — Австралийский пегий кулик-сорока
- Haematopus unicolor — Изменчивый кулик-сорока
- Haematopus chathamensis — Чатемский кулик-сорока[4]
- Haematopus fuliginosus — Австралийский кулик-сорока